# آلفا رومئو ۱۲۱
آلفا رومئو ۱۲۱ (به انگلیسی: Alfa Romeo 121) یک موتور هواگرد ساختِ کارخانهٔ آلفا رومئو در کشور ایتالیا است.